# Bảo tàng Tổng giáo phận ở Kraków

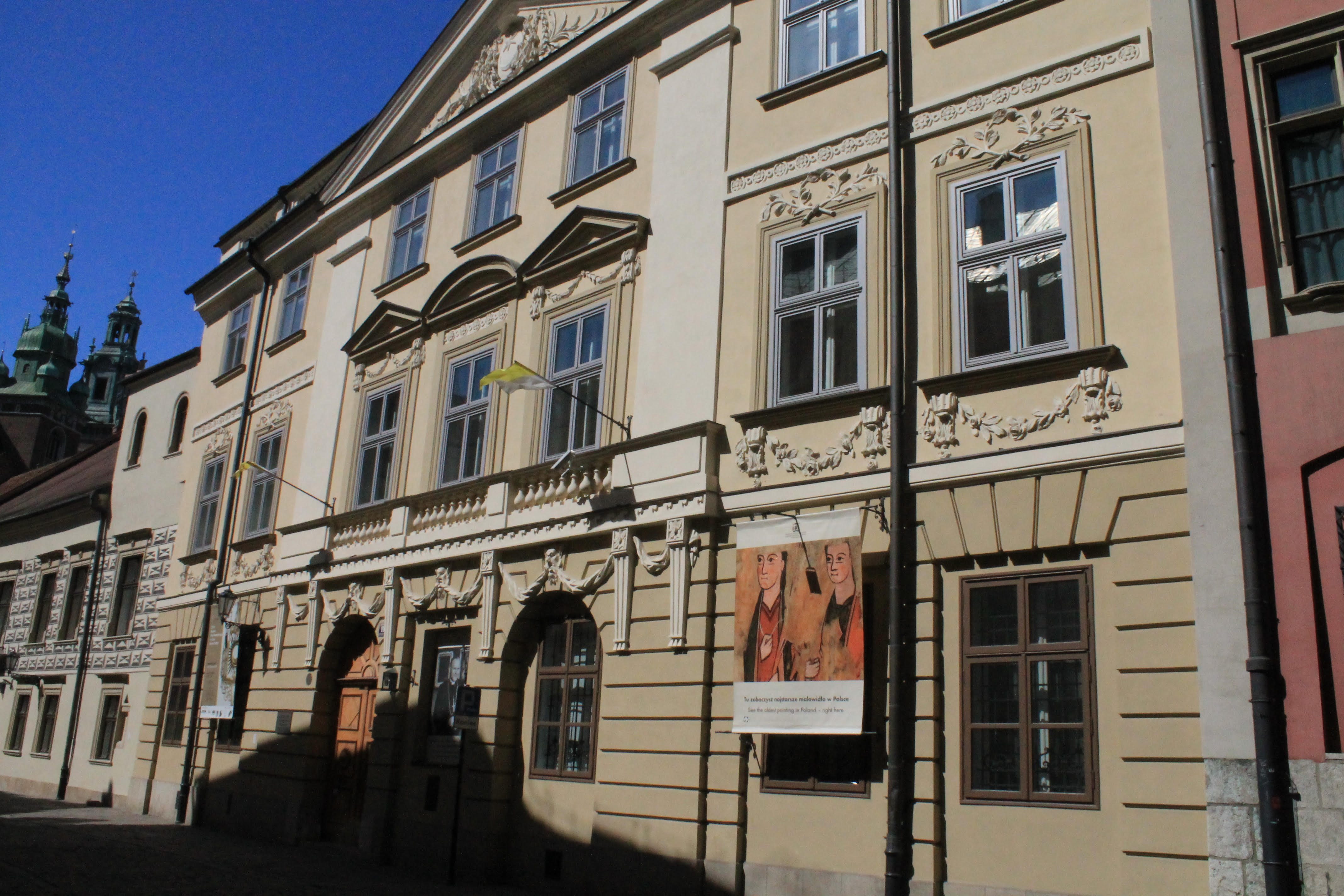
Bảo tàng Tổng giáo phận ở Kraków

Bảo tàng Tổng giáo phận ở Kraków (tiếng Ba Lan: Muzeum Archidiecezjalne Kardynała Karola Wojtyły w Krakowie) là một bảo tàng tọa lạc tại số 19-21 Phố Kanonicza ở Kraków, Ba Lan.

## Lược sử hình thành
Bảo tàng Tổng giáo phận ở Kraków được thành lập vào năm 1906 theo sáng kiến của Hồng y Jan Puzyna. Từ năm 1994, Bảo tàng Tổng giáo phận được xây thành hình dáng như hiện tại. Ngày 5 tháng 5 năm 1994, Hồng y Franciszek Macharski chủ trì lễ khánh thành chính thức của Bảo tàng.
Bảo tàng Tổng giáo phận ở Kraków là một địa điểm độc đáo vì là nơi Karol Wojtyła (sau này là Giáo hoàng Gioan Phaolô II) đã sống trong 17 năm - từ năm 1951 đến năm 1967 - kể từ khi Ngài còn là một linh mục trẻ, sau đó lần lượt lên chức giám mục và hồng y.

## Triển lãm
Một phần quan trọng trong bộ sưu tập của Bảo tàng Tổng giáo phận ở Kraków là các đồ vật từng thuộc về Giáo hoàng Gioan Phaolô II. Những vật dụng cá nhân này được trưng bày trong các căn phòng trước đây Ngài từng sinh sống.
Bảo tàng Tổng giáo phận ở Kraków còn trưng bày bộ sưu tập nghệ thuật thánh từ thế kỷ 13 đến thế kỷ 20, bao gồm các bức tranh, tác phẩm điêu khắc và đồ thủ công từ nhiều khu vực khác nhau trong Tổng giáo phận Kraków.  
Thông qua nhiều cuộc triển lãm tạm thời, Bảo tàng Tổng giáo phận ở Kraków cũng mong muốn quảng bá các nghệ sĩ đương đại đam mê với nghệ thuật Cơ đốc.